# T206 Honus Wagner

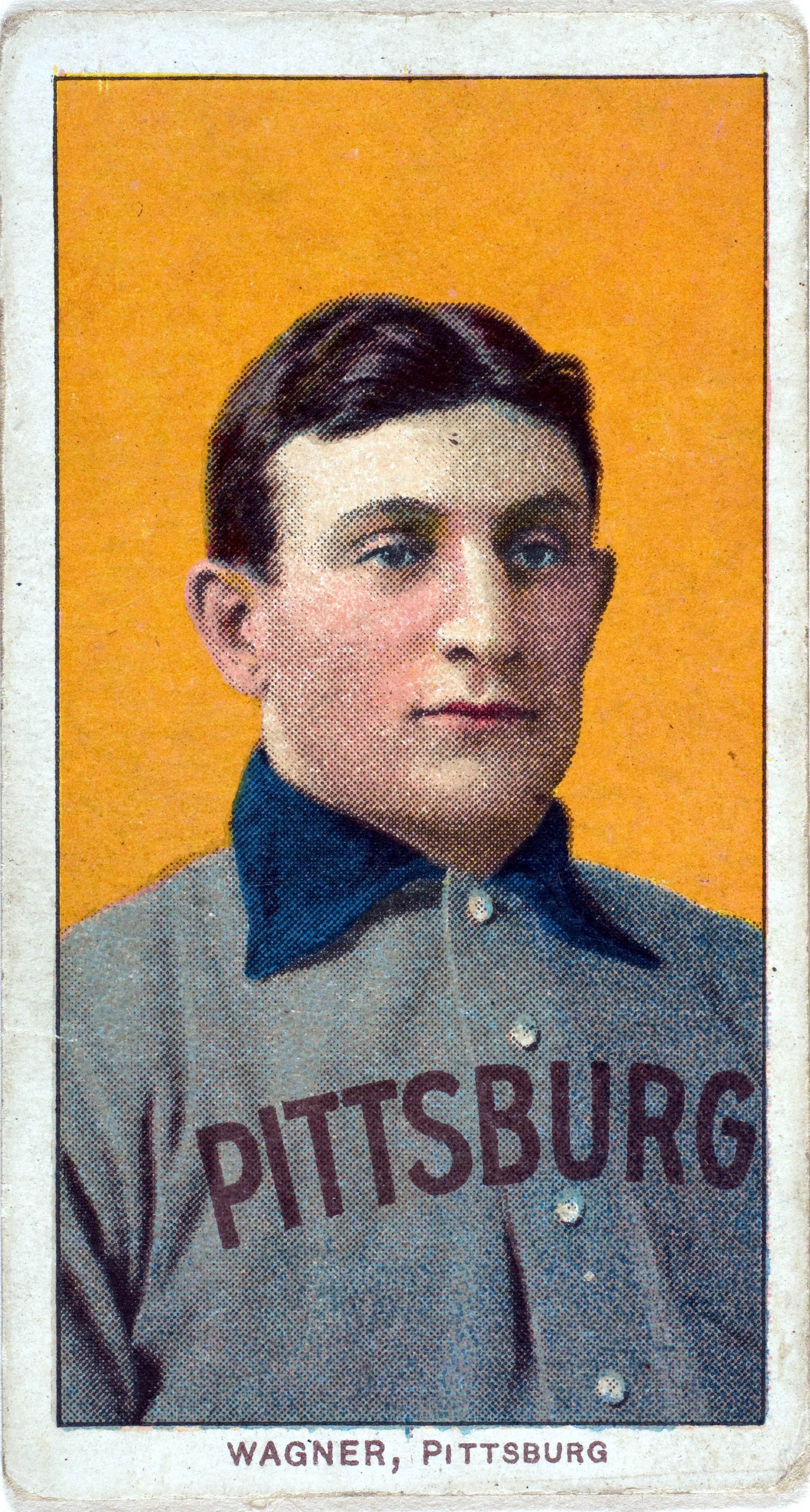
Carte T206 Honus Wagner de l'American Tobacco Company de 1909.

La carte de baseball T206 Honus Wagner est une carte de collection rare représentant l'ancien joueur de baseball Honus Wagner, considéré comme l'un des meilleurs joueurs de tous les temps. Cette carte a été fabriquée et distribuée par American Tobacco Company (en) (ATC) de 1909 à 1911 dans le cadre de sa série T206. Wagner s'est opposé à la production et à la diffusion de cette carte de baseball, soit parce qu'il ne voulait pas que les enfants achètent des paquets de cigarettes pour obtenir sa carte, soit parce qu'il n'avait pas besoin de plus d'argent d'ATC. ATC stoppa la production de cette carte et seules 50 à 200 cartes se retrouvèrent en circulation. En 1933, la carte était estimée 50 USD par The American Card Catalog, ce qui en faisait à l'époque la carte de baseball la plus chère  du monde.
La carte T206 Honus Wagner la plus célèbre est la « Gretzky T206 Honus Wagner ». Cette carte a un passé controversé, certains spéculant sur une altération de la carte du fait de sa texture et de sa forme. Le T206 Gretzky Wagner a été vendue pour la première fois par Alan Ray[Qui ?] à un collectionneur de souvenirs de baseball nommé Bill Mastro, qui la revendit deux ans plus tard à Jim Copeland[Qui ?] près de quatre fois plus cher. En 1991, Copeland vendit la carte aux joueurs de hockey sur glace Wayne Gretzky et Bruce McNall pour 451 000 USD.
Gretzky revendit la carte quatre ans plus tard à Wal-Mart et Treat Entertainment pour 500 000 $, pour servir de premier prix à un concours promotionnel. L'année suivante, un employé de la Poste de Floride remporta la carte, qu'il mit aux enchères chez Christie's et qu'il céda pour 640 000 $ au collectionneur Michael Gidwitz. En 2000, la carte fut vendue dans une vente aux enchères sur eBay à Brian Siegel pour 1,27 million de dollars. En février 2007, Siegel vendit la carte à un collectionneur anonyme pour 2,35 millions de dollars. Moins de six mois plus tard, la carte a été vendue à un collectionneur de Californie pour 2,8 millions de dollars. Ces transactions ont fait de cette carte la carte de baseball la plus précieuse de l'histoire.
En 2024, Ken Goldin estime une carte T206 Honus Wagner de grade 5, à 25 millions de dollars dans la série King of Collectibles: The Goldin Touch sur Netflix.

## Culture populaire
Dans la série télévisée Prison Break, le personnage de David Apolskis (interprété par Lane Garrison) est condamné à 5 ans de prison pour vol qualifié d'objet de grande valeur après avoir dérobé une carte T206 Honus Wagner, estimée à 300 000 dollars. 

## Sources
- (en) Cet article est partiellement ou en totalité issu de l’article de Wikipédia en anglais intitulé « T206 Honus Wagner » (voir la liste des auteurs) dans sa version du 27 juillet 2008.